# Fredrik Thorsen
Fredrik Thorsen (21 settembre 1975) è un ex calciatore norvegese, di ruolo centrocampista.

## Carriera

### Club
Thorsen iniziò la carriera con la maglia del Runar. Passò poi al Vålerenga, che lo cedette in prestito al Sogndal.
Una volta rientrato dal prestito, passò al Sandefjord con la stessa formula. Sostituì Jostein Jensen nella sconfitta per 2-0 sul campo del Kongsvinger, in un match valido per la 1. divisjon. Il trasferimento divenne poi a titolo definitivo.
Nel campionato 2005, contribuì alla promozione della squadra. Dopo due stagioni nella massima divisione, però, il Sandefjord retrocesse.